# كوبابا
كوبابا بالسومرية كوغ باو وهي ملكة لمدينة كيش ذكرت في قائمة الملوك السومريين وتقول أنها حكمت لمدة 100 سنة، وهي واحدة من النساء القليلات التي ظهرت كملكة في تاريخ العراق، بعض المصادر تقول بأنها أول ملكة لسلالة كيش الثالثة، بينما مصادر أخرى قالت بأنها رابع ملكة لهذه السلالة، أشتهرت بهزيمتها لملك مدينة ماري شارومتر، وبذلك تكون أولى النساء التي قادت حربا في التاريخ وتمكنت من الانتصار فيها، كما تمكنت من هزيمة ملك اكشاك وضمتها لمملكته وذلك قبل أن تتمكن من خلافة عاهل لها وتنسب لهذه الملكة بناء معبد إيساكيلا، خلفها في الحكم إبنها بوزور سوين وثم حفيدها أور زبابا، وتزوجت هذه الملكة من الملك الكوتي هابلوم لذلك فيعتقد أن كوبابا هي من أصول كوتية وعرفت سلالتها بالسلالة الكوتية في سومر.
كذلك هناك الإلهة كوبابا التي تحمل نفس الاسم